# بخش ولز (میشیگان)
بخش ولز (به انگلیسی: Wales Township) یک منطقهٔ مسکونی در ایالات متحده آمریکا است که در شهرستان سنت کلیر، میشیگان واقع شده‌است. بخش ولز ۹۶٫۸ کیلومتر مربع مساحت و ۳٬۲۴۸ نفر جمعیت دارد و ۲۱۴ متر بالاتر از سطح دریا واقع شده‌است.